# John Mercer
John Mercer (ur. 1791, zm. 1866) – angielski chemik odpowiedzialny za opracowanie procesu poddawania włókna działaniu wodorotlenku sodu, tj. merceryzacji. W 1852 roku został członkiem Royal Society.